# Riverside Stadium
Het Riverside Stadium is een stadion in de Engelse plaats Middlesbrough. Het stadion biedt plaats aan 34.742 toeschouwers en is de thuishaven van Middlesbrough FC sinds 1995. In de periode daarvoor, tussen 1904 en 1995, werden de thuiswedstrijden afgewerkt op Ayresome Park.
De eerste wedstrijd in het Riverside Stadium werd gespeeld op 26 augustus 1995 tegen Chelsea. De uitslag was 2-0. Het eerste doelpunt werd gemaakt door Craig Hignett. De wedstrijd werd gespeeld voor 28.286 toeschouwers.
Het recordaantal toeschouwers in het Riverside Stadium werd bereikt tijdens een Premier League-wedstrijd tegen Norwich City op 28 december 2004, toen er 34.836 toeschouwers aanwezig waren.
De club heeft van de gemeente toestemming gekregen om het stadion indien nodig uit te breiden naar ongeveer 42.000 plaatsen.

## Internationale wedstrijden
| Datum            |          | Resultaat |              | Competitie                       |
| ---------------- | -------- | --------- | ------------ | -------------------------------- |
| 31 augustus 2000 | Engeland | 6 - 1     | Georgië      | Onder 21 Vriendschappelijk       |
| 4 september 2001 | Engeland | 5 - 0     | Albanië      | EK Voetbal -21 2004 kwalificatie |
| 11 juni 2003     | Engeland | 2 - 1     | Slowakije    | EK 2004 kwalificatie             |
| 7 augustus 2004  | Engeland | 3 - 1     | Oekraïne     | Onder 21 Vriendschappelijk       |
| 29 maart 2005    | Engeland | 2 - 0     | Azerbeidzjan | EK Voetbal -21 2006 kwalificatie |
| 2 juni 2021      | Engeland | 1 - 0     | Oostenrijk   | Vriendschappelijk                |
| 6 juni 2021      | Engeland | 1 - 0     | Roemenië     | Vriendschappelijk                |

American Express Community Stadium  (Brighton & Hove Albion)  ·
Anfield  (Liverpool)  ·
Brentford Community Stadium  (Brentford)  ·
City Ground  (Nottingham Forest)  ·
Craven Cottage  (Fulham)  ·
Dean Court  (Bournemouth)  ·
Emirates Stadium  (Arsenal)  ·
Etihad Stadium  (Manchester City)  ·
Goodison Park  (Everton)  ·
King Power Stadium  (Leicester City)  ·
Molineux Stadium  (Wolverhampton Wanderers)  ·
Old Trafford  (Manchester United)  ·
Olympisch Stadion  (West Ham United)  ·
Portman Road  (Ipswich Town)  ·
St. James' Park  (Newcastle United)  ·
St. Mary's Stadium  (Southampton)  ·
Selhurst Park  (Crystal Palace)  ·
Stamford Bridge  (Chelsea)  ·
Tottenham Hotspur Stadium  (Tottenham Hotspur)  ·
Villa Park  (Aston Villa) 
Ashton Gate  (Bristol City)  ·
bet365 Stadium  (Stoke city)  ·
Bramall Lane  (Sheffield United)  ·
Cardiff City Stadium  (Cardiff City)  ·
Carrow Road  (Norwich City)  ·
Coventry Building Society Arena  (Coventry City)  ·
Deepdale  (Preston North End)  ·
The Den  (Millwall)  ·
Elland Road  (Leeds United)  ·
Ewood Park  (Blackburn Rovers)  ·
Fratton Park  (Portsmouth)  ·
The Hawthorns  (West Bromwich Albion)  ·
Hillsborough  (Sheffield Wednesday)  ·
Home Park  (Plymouth Argyle)  ·
Kassam Stadium  (Oxford United)  ·
Kenilworth Road  (Luton Town)  ·
Loftus Road  (Queens Park Rangers)  ·
MKM Stadium  (Hull City)  ·
Pride Park  (Derby County)  ·
Riverside Stadium  (	Middlesbrough)  ·
Stadium of Light  (Sunderland)  ·
Swansea.com Stadium  (Swansea City)  ·
Turf Moor  (Burnley)  ·
Vicarage Road  (Watford) 
Abbey Stadium  (Cambridge United)  ·
Adams Park  (Wycombe Wanderers)  ·
Bloomfield Road  (Blackpool)  ·
Brisbane Road  (Leyton Orient)  ·
Broadfield Stadium  (Crawley Town)  ·
Broadhall Way  (Stevenage)  ·
DW Stadium  (Wigan Athletic)  ·
Edgeley Park  (Stockport County)  ·
Field Mill  (Mansfield Town)  ·
John Smith's Stadium  (Huddersfield Town)  ·
London Road  (Peterborough United)  ·
Madejski Stadium  (Reading)  ·
Memorial Stadium  (Bristol Rovers)  ·
New Meadow  (Shrewsbury Town)  ·
New York Stadium  (Rotherham United)  ·
Oakwell Stadium  (Barnsley)  ·
Pirelli Stadium  (Burton Albion)  ·
Racecourse Ground  (Wrexham)  ·
Sincil Bank  (Lincoln City)  ·
Sixfields Stadium  (Northampton Town)  ·
St. Andrew's Stadium  (Birmingham City)  ·
St James Park  (Exeter City)  ·
The Valley  (Charlton Athletic)  ·
University of Bolton Stadium  (Bolton Wanderers) 
Bescot Stadium  (Walsall)  ·
Blundell Park  (Grimsby Town)  ·
Brunton Park  (Carlisle United)  ·
Colchester Community Stadium  (Colchester United)  ·
County Ground  (Swindon Town)  ·
Crown Ground  (Accrington Stanley)  ·
Globe Arena  (Morecambe)  ·
Gresty Road  (Crewe Alexandra)  ·
Hayes Lane  (Bromley)  ·
Highbury Stadium  (Fleetwood Town)  ·
Holker Street  (Barrow)  ·
Keepmoat Stadium  (Doncaster Rovers)  ·
Meadow Lane  (Notts County)  ·
Moor Lane  (Salford City)  ·
Plough Lane  (Wimbledon)  ·
Prenton Park  (Tranmere Rovers)  ·
Priestfield Stadium  (Gillingham)  ·
Rodney Parade  (Newport County)  ·
SMH Group Stadium  (Chesterfield)  ·
Stadium MK  (MK Dons)  ·
Vale Park  (Port Vale)  ·
Valley Parade  (Bradford City)  ·
Wetherby Road  (Harrogate Town)  ·
Whaddon Road  (Cheltenham Town) 